# Cheetah (Automarke)

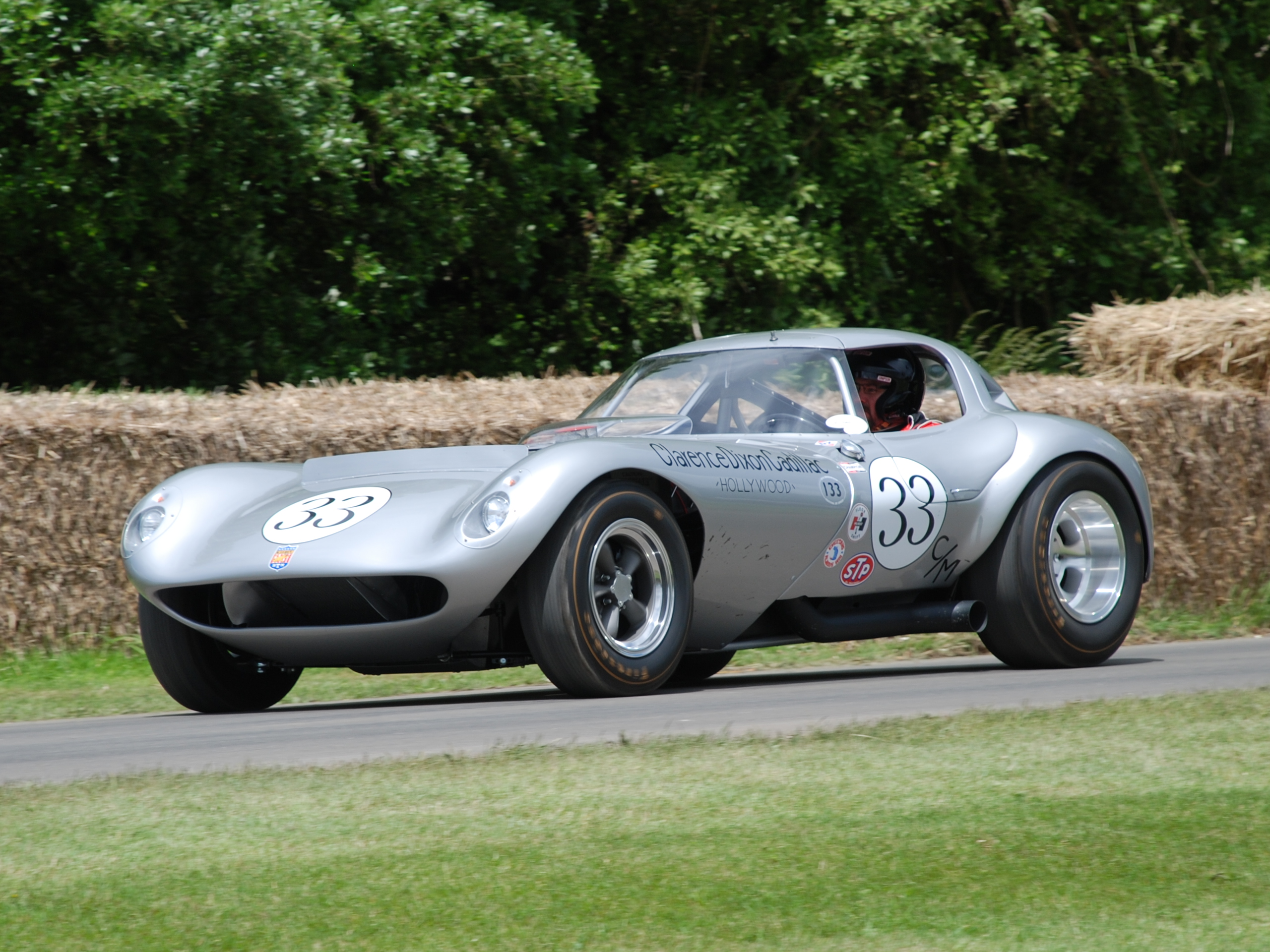
Cheetah

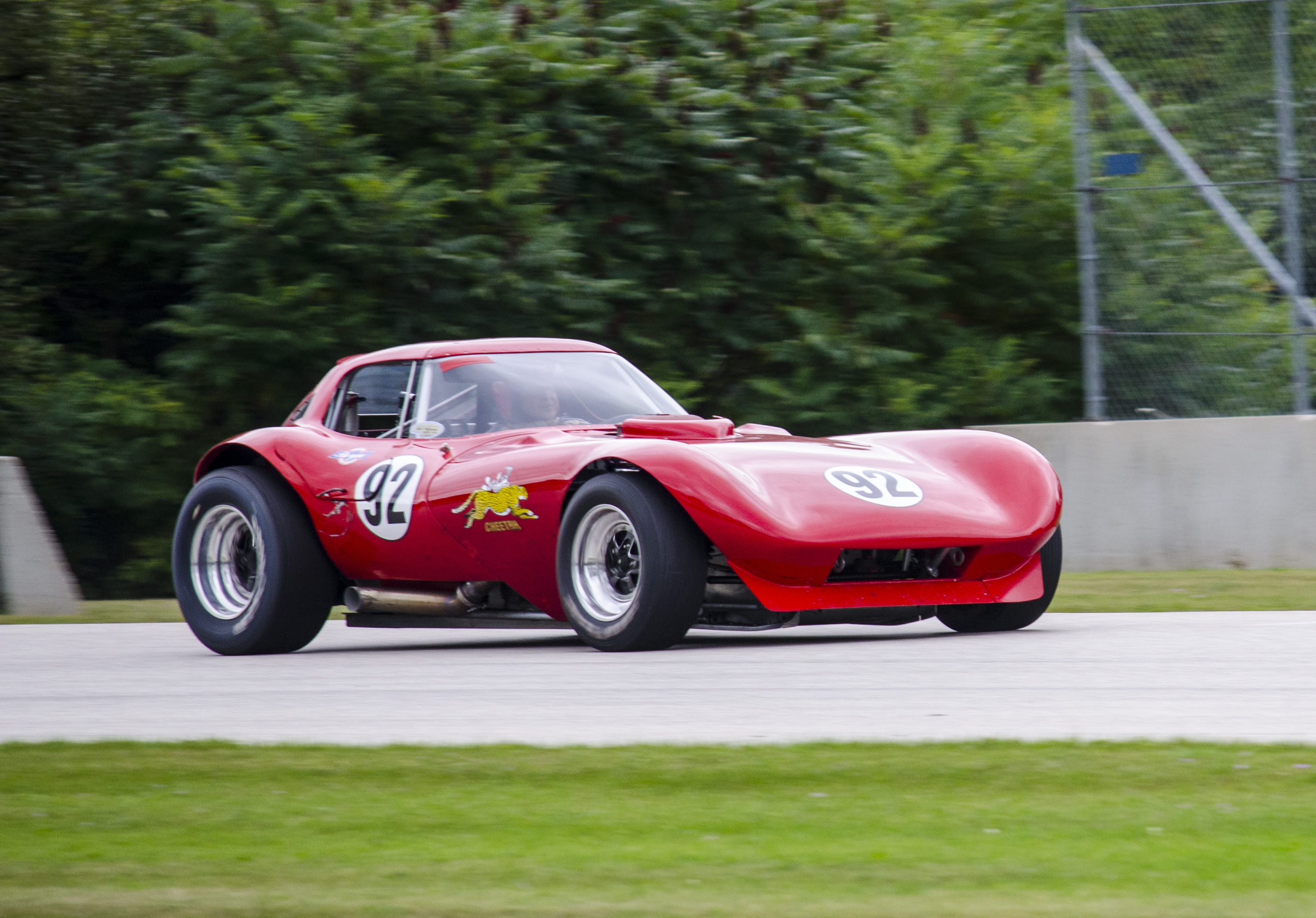
Rennausführung; möglicherweise ein Nachbau

Cheetah war eine US-amerikanische Automarke.

## Markengeschichte
Bill Thomas aus Anaheim in Kalifornien stellte ursprünglich Rennwagen her. 1963 kam es zu einer Absprache mit Chevrolet, die Teile liefern sollten für einen Sport- und Rennwagen mit dem Markennamen Cheetah. Geplant waren 100 Fahrzeuge, um die Mindestmenge einer Sportbehörde für Sportwagenrennen zu erfüllen. Während der Bauzeit erhöhte sich die Mindestmenge auf 1000, woraufhin Chevrolet keine Teile mehr lieferte. 1965 endete die Produktion von Automobilen. Insgesamt entstanden weniger als 30 Fahrzeuge.
Allied Industries International, C-R Cheetah und Elegant Motors stellen bzw. stellten Nachbildungen her.

## Fahrzeuge
Das einzige Modell war ein Sportwagen, der gegen den AC Cobra antreten sollte. Die Basis bildete ein Rohrrahmen, entworfen von Don Edmunds. Darauf wurde eine kleine zweisitzige Coupé-Karosserie montiert. Auffallend waren die Flügeltüren. Ein Fahrzeug war ein offener Zweisitzer.
Ein V8-Motor von Chevrolet trieb die Fahrzeuge an. Er war für eine gute Gewichtsverteilung möglichst weit hinter der Vorderachse eingebaut. Er hatte 5300 cm³ Hubraum und leistete in der Rennausführung 520 PS.
Eine Quelle gibt an, dass das Fahrwerk und die Trommelbremsen der Motorleistung nicht angemessen waren. Außerdem sorgte der Motor für eine enorme Wärmeentwicklung im Innenraum.